# Novopokrovski (Novopokróvskaya, Krasnodar)
Novopokrovski (del ruso: Новопокровский) es un posiólok del raión de Novopokróvskaya del krai de Krasnodar, en Rusia. Está situado 13 km al sudeste de Novopokróvskaya y 163 km al nordeste de Krasnodar, la capital del krai. Tenía 843 habitantes en 2010.
Es cabeza del municipio Pokróvskoye, al que pertenecen asimismo Vosjod, Zhivotnovod, Zarechni, Mirni y Stepnói.